# Actualisme
El mot actualisme té diversos significats segons s'apliqui al camp de la geologia, la filosofia o la psicologia.

## Geologia
L'uniformisme o actualisme, en filosofia de la ciència, és el principi segons el qual els processos naturals que actuaren en el passat són els mateixos que actuen en el present. El seu significat metodològic es resumeix sovint en la declaració: "El present és la clau del passat". L'actualisme és, doncs, la teoria geològica que assegura que les condicions, les lleis i les forces naturals que intervingueren en els processos dels temps geològics passats són idèntiques a les que s'observen actualment.
L'uniformisme actua com a hipòtesi regulativa en totes aquelles ciències que tracten amb el passat i on l'objecte d'estudi es troba, per tant, més enllà de l'abast de l'observació directa. L'uniformisme endinsa les seves arrels filosòfiques en l'antiguitat, però va ser modelat i popularitzat per científics britànics dels segles xviii i xix, especialment James Hutton, John Playfair, Charles Lyell, i William Whewell.
Charles. Lyell en fou el principal teoritzador, al segle xix, segons el qual els fenòmens geològics que tenen lloc actualment a la Terra no difereixen substancialment, llevat del grau d'intensitat, dels que es van produir a les més antigues eres geològiques. L'uniformisme s'oposa al catastrofisme, segons el qual, els caràcters geològics actuals s'originaren sobtadament en el passat per processos geològics radicalment diferents dels del present.

## Filosofia
L'actualisme o activisme sosté que no hi ha cap ésser rígid i immutable, o almenys substancial, sinó que tot ser es resol en esdevenir. L'actualisme correspon, en una de les seves dimensions, a la filosofia de l'acció. La seva millor expressió es dona al neoidealisme italià. Especialment desenvolupat per Giovanni Gentile que portà el supòsit idealista de la dissolució de l'objecte en el subjecte pur, única manera que la consistència de l'objecte no sigui arbitrària.
El nom d'actualisme o de l'idealisme real deriva de reduir tota realitat a esperit (espiritualisme absolut) i d'entendre l'esperit com un “acte” o realitat que es troba en el que es fa. És la mateixa consciència de si mateix com a procés pràctic i teòric de fonamentació d'un mateix. Al corrent de l'actualisme hi ha una ala esquerra, antimetafísica i antiteológica, i una ala dreta que tendeix a conciliar l'actualisme amb la transcendència.

## Psicologia
Des del punt de vista psicològic, l'actualisme és la teoria que rebutja l'existència de qualsevol element psíquic substancial —ànima, consciència o esperit—, afirmant que tot el que sembla ser centre dels actes no és més que el conjunt dinàmic d'aquests actes concebut estàticament.
Un dels seus corrents és el funcionalisme, una àmplia escola de pensament originada als Estats Units a finals del segle xix que va intentar contrarestar l'escola alemanya de l'estructuralisme. Alguns dels seus notables impulsors són William James i John Dewey i, a Europa, Édouard Claparède. Per a aquest darrer, el funcionalisme és l'aplicació a la psicologia del punt de vista biològic sumat al pragmàtic, i parteix del fet que és l'acció el que importa per sobre de tot. Car "no vivim per pensar, pensem per viure."
El funcionalisme ha servit com un vincle històric en l'evolució filosòfica que vincula la preocupació estructuralista de l'anatomia de la ment a la concentració en les funcions de la ment i, més tard, al desenvolupament i creixement del conductisme.